# Широківська сільська рада (Скадовський район)
Широ́ківська сільська́ ра́да — адміністративно-територіальна одиниця та орган місцевого самоврядування у Скадовському районі Херсонської області. Адміністративний центр — село Широке.

## Загальні відомості
Широківська сільська рада утворена в 1929 році.
- Територія ради: 3,613 км²
- Населення ради: 1 854 особи (станом на 2001 рік)

## Історія
Херсонська обласна рада рішенням від 6 жовтня 2009 року у Скадовському районі перейменувала Широчанську сільраду на Широківську.

## Населення
Згідно з переписом УРСР 1989 року чисельність наявного населення сільської ради становила 3027 осіб, з яких 1409 чоловіків та 1618 жінок.
За переписом населення України 2001 року в сільській раді мешкало 1849 осіб.

### Мова
Розподіл населення за рідною мовою за даними перепису 2001 року:
| Мова       | Відсоток |
| ---------- | -------- |
| українська | 89,16 %  |
| російська  | 6,09 %   |
| вірменська | 3,99 %   |
| білоруська | 0,27 %   |
| молдовська | 0,16 %   |
| грецька    | 0,11 %   |
| інші       | 0,22 %   |

## Населені пункти
Сільській раді підпорядковані населені пункти:
- с. Широке
- с. Велика Андронівка
- с. Гостроподолянське

## Склад ради
Рада складається з 18 депутатів та голови.
- Голова ради: Куліш Ігор Сергійович

### Депутати
За результатами місцевих виборів 2010 року депутатами ради стали:

#### За суб'єктами висування
| Суб'єкт висування           | Кількість обраних депутатів | %    |
| --------------------------- | --------------------------- | ---- |
| Партія регіонів             | 14                          | 77,8 |
| Самовисування               | 2                           | 11,1 |
| Комуністична партія України | 1                           | 5,6  |
| Народна Екологічна партія   | 1                           | 5,6  |

#### За округами
| № округу                    | Прізвище, ім'я, по батькові       | Дата визнання обраним | Освіта             | Партійна приналежність            | Відомості про обраного депутата                              |
| --------------------------- | --------------------------------- | --------------------- | ------------------ | --------------------------------- | ------------------------------------------------------------ |
| Комуністична партія України |                                   |                       |                    |                                   |                                                              |
| 8                           | Кирилова Ольга Олександрівна      | 04.11.2010            | середня спеціальна | член Комуністичної партії України | тимчасово не працює                                          |
| Народна Екологічна партія   |                                   |                       |                    |                                   |                                                              |
| 9                           | Кеба Оксана Володимирівна         | 04.11.2010            | середня спеціальна | член Народної Екологічної партії  | тимчасово не працює                                          |
| Партія регіонів             |                                   |                       |                    |                                   |                                                              |
| 1                           | Репенко Наталя Степанівна         | 04.11.2010            | середня            | позапартійна                      | Широківська сільська рада, соціальний працівник              |
| 2                           | Азовська Ірина Олександрівна      | 04.11.2010            | середня            | позапартійна                      | тимчасово не працює                                          |
| 4                           | Осатюк Наталя Володимирівна       | 04.11.2010            | вища               | позапартійна                      | Широківська сільська рада, спеціаліст із земельних питань    |
| 5                           | Мельничук Валентина Володимирівна | 04.11.2010            | вища               | член Партії регіонів              | Широківська музична школа, вчитель                           |
| 6                           | Громадський В'ячеслав Юрійович    | 04.11.2010            | незакінчена вища   | позапартійний                     | тимчасово не працює                                          |
| 10                          | Кушнаренко Георгій Євгенійович    | 04.11.2010            | середня            | член Партії регіонів              | тимчасово не працює                                          |
| 11                          | Конова Оксана Іванівна            | 04.11.2010            | середня спеціальна | позапартійна                      | Широківська сільська рада, бухгалтер                         |
| 12                          | Одарик Світлана Василівна         | 04.11.2010            | вища               | позапартійна                      | Улянівська загальноосвітня школа I-III ст., вчитель          |
| 13                          | Лінкова Ольга Володимирівна       | 04.11.2010            | вища               | позапартійна                      | Широківська сільська рада, секретар                          |
| 14                          | Буйда Василь Костянтинович        | 04.11.2010            | вища               | позапартійний                     | тимчасово не працює                                          |
| 15                          | Дубовик Наталія Олександрівна     | 04.11.2010            | середня спеціальна | позапартійна                      | Гостроподолянська загальноосвітня школа, вчитель             |
| 16                          | Байовська Лілія Миколаївна        | 04.11.2010            | середня            | позапартійна                      | тимчасово не працює                                          |
| 17                          | Чекірова Світлана Миколаївна      | 04.11.2010            | середня спеціальна | позапартійна                      | Великоандронівський фельдшерсько-акушерський пункт, фельдшер |
| 18                          | Власенко Олеся Мар'янівна         | 04.11.2010            | вища               | позапартійна                      | Широківська загальноосвітня школа I-III ст., вчитель         |
| Самовисування               |                                   |                       |                    |                                   |                                                              |
| 3                           | Тренін Олександр Сергійович       | 04.11.2010            | вища               | позапартійний                     | тимчасово не працює                                          |
| 7                           | Яковенко Людмила Миколаївна       | 04.11.2010            | середня            | позапартійна                      | Широківський дитячий садок, завгосп                          |